# Flagler County
Das Flagler County ist ein County im Bundesstaat Florida der Vereinigten Staaten. Der Verwaltungssitz (County Seat) ist Bunnell.

## Geschichte
Das Flagler County wurde am 28. April 1917 aus Teilen des St. Johns County gebildet. Benannt wurde es nach Henry Morrison Flagler, einem Eisenbahnpionier, Besitzer einer Eisenbahngesellschaft und Erbauer der Eisenbahnlinie an Floridas Ostküste (Florida East Coast Railway).

## Geographie
Das County hat eine Fläche von 1478 Quadratkilometern, wovon 222 Quadratkilometer Wasserfläche sind. Es grenzt im Uhrzeigersinn an folgende Countys: Volusia County, Putnam County und St. Johns County. Zusammen mit dem Volusia County bildet das County die Metropolregion Deltona–Daytona Beach–Ormond Beach.

## Demografische Daten
Nach der Volkszählung im Jahr 2010 lebten im Flagler County 95.696 Menschen in 48.595 Haushalten. Die Bevölkerungsdichte betrug 76,2 Einwohner pro Quadratkilometer. Ethnisch betrachtet setzte sich die Bevölkerung zusammen aus 82,3 % Weißen, 11,4 % Afroamerikanern, 0,3 % Indianern und 2,1 % Asian Americans. 1,7 % waren Angehörige anderer Ethnien und 2,3 % verschiedener Ethnien. 8,6 % der Bevölkerung bestand aus Hispanics oder Latinos.
Im Jahr 2010 lebten in 26,5 % aller Haushalte Kinder unter 18 Jahren sowie 40,9 % aller Haushalte Personen mit mindestens 65 Jahren. 71,1 % der Haushalte waren Familienhaushalte (bestehend aus verheirateten Paaren mit oder ohne Nachkommen bzw. einem Elternteil mit Nachkomme). Die durchschnittliche Größe eines Haushalts lag bei 2,42 Personen und die durchschnittliche Familiengröße bei 2,82 Personen.
22,0 % der Bevölkerung waren jünger als 20 Jahre, 18,9 % waren 20 bis 39 Jahre alt, 26,3 % waren 40 bis 59 Jahre alt und 32,7 % waren mindestens 60 Jahre alt. Das mittlere Alter betrug 48 Jahre. 48,1 % der Bevölkerung waren männlich und 51,9 % weiblich.
Das jährliche Durchschnittseinkommen eines Haushalts betrug 48.134 USD, dabei lebten 14,4 % der Bevölkerung unter der Armutsgrenze.
Im Jahr 2010 war englisch die Muttersprache von 85,04 % der Bevölkerung, spanisch sprachen 5,83 % und 9,13 % hatten eine andere Muttersprache.

## Kultur und Sehenswürdigkeiten

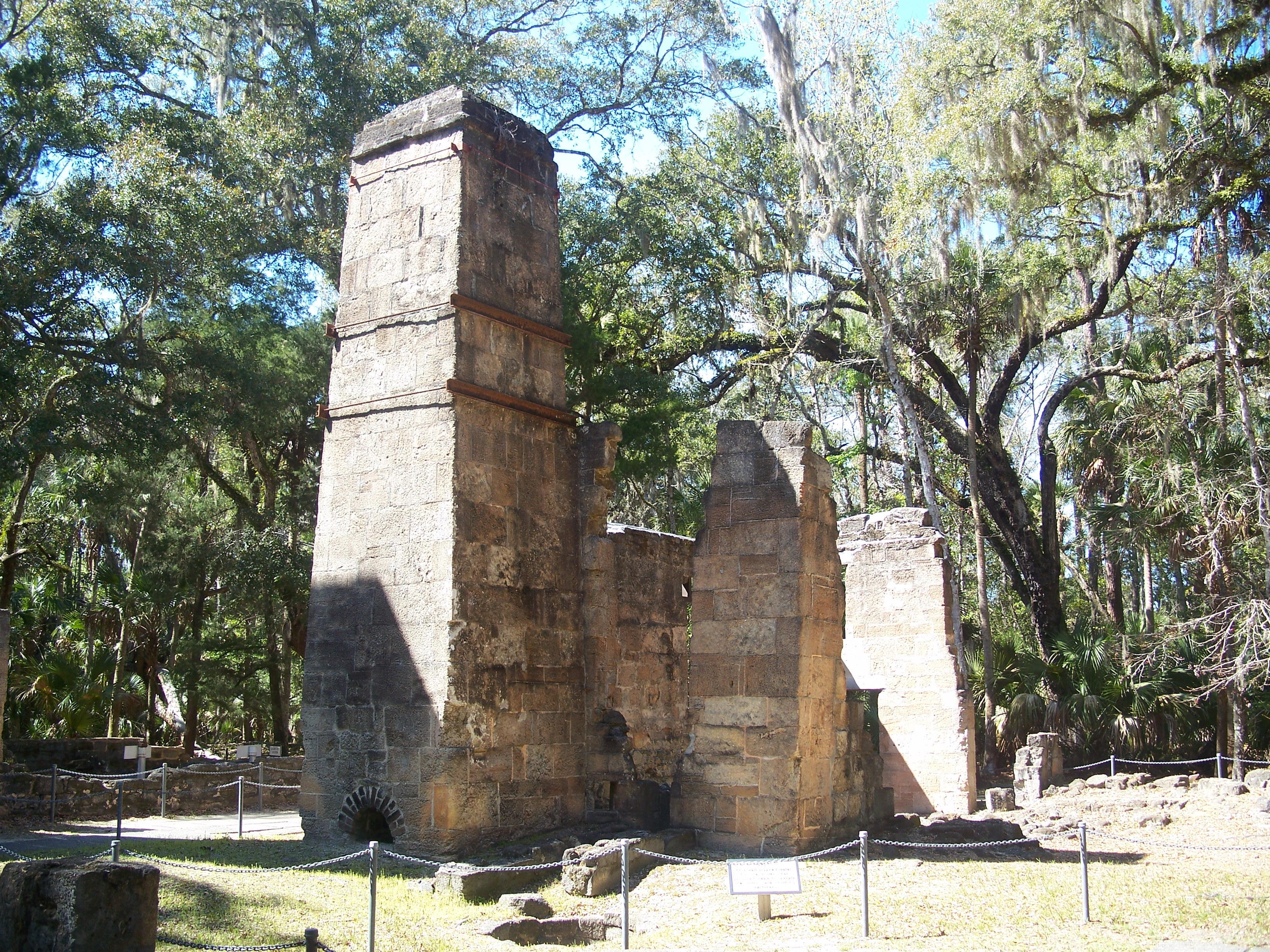
Bulow Plantation Ruins (2011). Die Überreste der Plantage und der dazugehörigen Zuckermühle liegen in einem State Park gleichen Namens. Die Plantage entstand ab 1821 und wurde 15 Jahre später im zweiten Seminolenkrieg zerstört. Die Ruinen wurden im September 1970 als erstes Objekt im County in das NRHP eingetragen.

Zwölf Bauwerke, Stätten und historische Bezirke (Historic Districts) im Flagler County sind im National Register of Historic Places („Nationales Verzeichnis historischer Orte“; NRHP) eingetragen (Stand 18. Januar 2023), darunter das Rathaus von Bunnell und eine archäologische Fundstätte.

## Orte im Flagler County
Orte im Flagler County mit Einwohnerzahlen der Volkszählung von 2010:
Cities:
- Bunnell (County Seat) – 2.676 Einwohner
- Flagler Beach – 4.484 Einwohner
- Palm Coast – 75.180 Einwohner

Towns:
- Beverly Beach – 338 Einwohner
- Marineland – 16 Einwohner